# Eurybrachys fletcheri
Eurybrachys fletcheri är en insektsart som beskrevs av William Lucas Distant 1914. Eurybrachys fletcheri ingår i släktet Eurybrachys och familjen Eurybrachidae. Inga underarter finns listade i Catalogue of Life.